# San Francisco 49ers 2021
La stagione 2021 dei San Francisco 49ers è stata la 72ª della franchigia nella National Football League, la quinta con Kyle Shanahan come capo-allenatore.
La squadra migliorò il record di 6-10 della stagione precedente e fece ritorno ai playoff dopo un anno di assenza. I 49ers ebbero una squadra bilanciata, che si classificò tra le migliori dieci sia in attacco totale che in difesa totale. La difesa mise a segno 48 sack, quinta migliore della NFL.
Nel turno delle wild card, i 49ers batterono i Dallas Cowboys 23–17. La settimana successiva batterono a sorpresa i Green Bay Packers numeri 1 del tabellone per 13–10 nel Divisional Round, qualificandosi per la seconda finale di conference in tre anni. Lì furono sconfitti per 17–20 dai Los Angeles Rams futuri vincitori del Super Bowl.

## Scelte nel Draft 2021
| Scelte dei 49ers nel Draft 2021 |        |                   |       |                    |
| Giro                            | Scelta | Giocatore         | Ruolo | College            |
| 1                               | 3      | Trey Lance        | QB    | North Dakota State |
| 2                               | 48     | Aaron Banks       | G     | Notre Dame         |
| 3                               | 88     | Trey Sermon       | RB    | Ohio State         |
| 3                               | 102    | Ambry Thomas      | CB    | Michigan           |
| 5                               | 155    | Jaylon Moore      | OG    | Western Michigan   |
| 5                               | 172    | Deommodore Lenoir | CB    | Oregon             |
| 5                               | 180    | Talanoa Hufanga   | S     | USC                |
| 6                               | 194    | Elijah Mitchell   | RB    | Louisiana          |

## Roster
| Roster dei San Francisco 49ers nel 2021 |
| --- |
| Quarterback - 10 Jimmy Garoppolo - 5 Trey Lance Running Back - 23 JaMycal Hasty - 44 Kyle Juszczyk FB - 25 Elijah Mitchell - 31 Raheem Mostert - 28 Trey Sermon Wide Receiver - 11 Brandon Aiyuk - 14 Jalen Hurd - 15 Jauan Jennings - 19 Deebo Samuel - 6 Mohamed Sanu - 81 Trent Sherfield Tight End - 82 Ross Dwelley - 85 George Kittle - 89 Charlie Woerner Offensive Linemen - 65 Aaron Banks G - 64 Jake Brendel C - 60 Daniel Brunskill C - 66 Tom Compton G - 50 Alex Mack C - 69 Mike McGlinchey T - 76 Jaylon Moore T - 75 Laken Tomlinson G - 71 Trent Williams T Defensive Linemen - 91 Arik Armstead DE - 97 Nick Bosa DE - 56 Samson Ebukam DE - 55 Dee Ford DE - 90 Kevin Givens DT - 93 D.J. Jones DT - 92 Zach Kerr DT - 98 Arden Key DE - 99 Javon Kinlaw DT - 95 Kentavius Street DT Linebacker - 51 Azeez Al-Shaair OLB - 45 Demetrius Flannigan-Fowles OLB - 57 Dre Greenlaw OLB - 36 Marcell Harris LB - 54 Fred Warner MLB Defensive Back - 29 Talanoa Hufanga SS - 38 Deommodore Lenoir CB - 4 Emmanuel Moseley CB - 26 Josh Norman CB - 3 Jaquiski Tartt SS - 20 Ambry Thomas CB - 2 Jason Verrett CB - 1 Jimmie Ward FS - 24 K'Waun Williams CB - 32 Tavon Wilson SS Special Team - 9 Robbie Gould K - 46 Taybor Pepper LS - 18 Mitch Wishnowsky P Lista delle riserve - 78 Shon Coleman T (IR) - 40 Davontae Harris CB (IR) - 96 Maurice Hurst Jr. DT (IR) - 13 Richie James WR (IR) - 33 Tarvarius Moore SS (PUP) - 67 Justin Skule G (IR) - 94 Jordan Willis DE (Sospeso) - 30 Jeff Wilson RB (PUP) Squadra di allenamento - 64 Alex Barrett DE - 17 Travis Benjamin WR - 86 River Cracraft WR - 65 Darrion Daniels DT - 77 Alfredo Gutierrez C - 40 Josh Hokit FB - 88 Tanner Hudson TE - 27 Dontae Johnson CB - 62 Corbin Kaufusi G - 58 Senio Kelemete G - 88 Jordan Matthews TE - 7 Jared Mayden S - 68 Colton McKivitz T - -- Rashad Smith OLB - 7 Nate Sudfeld QB - -- Dee Virgin CB - 19 Isaiah Zuber WR 53 attivi, 8 inattivi, 16 nella squadra di allenamento |
| Legenda - I rookie sono in corsivo. - Il primo ruolo è il principale mentre gli eventuali successivi indicano i ruoli secondari. - (IR) sta per Injured Reserve ed indica la lista ristretta per un solo giocatore infortunato che può tornare ad allenarsi dopo la settimana 6 e a rientrare in prima squadra dopo che questa ha giocato 8 partite. - (NF-Inj.) / (NF-Ill.) stanno rispettivamente per Non-Football Injured e Non-Football Illness ed indicano le liste dove viene inserito un giocatore che ha un infortunio o una malattia non dipendente dal football americano. - (PUP) sta per Physically Unable to Perform ed indica la lista dove viene inserito un giocatore mentre è in attesa di recuperare la condizione fisica. Nella stagione regolare dopo la sesta partita giocata dalla propria squadra, il giocatore ha tempo tre settimane per riprendere ad allenarsi, più tre settimane aggiuntive dal suo rientro agli allenamenti per rientrare in prima squadra. |

## Calendario
| Stagione regolare |                    |                         |                    |                    |                         |                    |
| Turno             | Data               | Avversario              | Risultato          | Record             | Stadio                  | Sintesi            |
| 1                 | 12 settembre       | at Detroit Lions        | V 41–33            | 1–0                | Ford Field              | Recap              |
| 2                 | 19 settembre       | at Philadelphia Eagles  | V 17–11            | 2–0                | Lincoln Financial Field | Recap              |
| 3                 | 26 settembre       | Green Bay Packers       | S 28–30            | 2–1                | Levi's Stadium          | Recap              |
| 4                 | 3 ottobre          | Seattle Seahawks        | S 21–28            | 2–2                | Levi's Stadium          | Recap              |
| 5                 | 10 ottobre         | at Arizona Cardinals    | S 10–17            | 2–3                | State Farm Stadium      | Recap              |
| 6                 | Settimana di pausa | Settimana di pausa      | Settimana di pausa | Settimana di pausa | Settimana di pausa      | Settimana di pausa |
| 7                 | 24 ottobre         | Indianapolis Colts      | S 18–30            | 2–4                | Levi's Stadium          | Recap              |
| 8                 | 31 ottobre         | at Chicago Bears        | V 33–22            | 3–4                | Soldier Field           | Recap              |
| 9                 | 7 novembre         | Arizona Cardinals       | S 17–31            | 3–5                | Levi's Stadium          | Recap              |
| 10                | 15 novembre        | Los Angeles Rams        | V 31–10            | 4–5                | Levi's Stadium          | Recap              |
| 11                | 21 novembre        | at Jacksonville Jaguars | V 30–10            | 5–5                | TIAA Bank Field         | Recap              |
| 12                | 28 novembre        | Minnesota Vikings       | V 34–26            | 6–5                | Levi's Stadium          | Recap              |
| 13                | 5 dicembre         | at Seattle Seahawks     | S 23–30            | 6–6                | Lumen Field             | Recap              |
| 14                | 12 dicembre        | at Cincinnati Bengals   | V 26–23 (dts)      | 7–6                | Paul Brown Stadium      | Recap              |
| 15                | 19 dicembre        | Atlanta Falcons         | V 31–13            | 8–6                | Levi's Stadium          | Recap              |
| 16                | 23 dicembre        | at Tennessee Titans     | S 17–20            | 8–7                | Nissan Stadium          | Recap              |
| 17                | 2 gennaio          | Houston Texans          | V 23–7             | 9–7                | Levi's Stadium          | Recap              |
| 18                | 9 gennaio          | at Los Angeles Rams     | V 27–24 (dts)      | 10–7               | SoFi Stadium            | Recap              |

Note: gli avversari della propria division sono in grassetto.

### Playoff
| Stagione regolare |            |                          |           |        |               |         |
| Turno             | Data       | Avversario (seed)        | Risultato | Record | Stadio        | Sintesi |
| Wild Card         | 16 gennaio | at Dallas Cowboys (3)    | V 23–17   | 1–0    | AT&T Stadium  | Recap   |
| Divisional        | 22 gennaio | at Green Bay Packers (1) | V 13–10   | 2–0    | Lambeau Field | Recap   |
| NFC Championship  | 30 gennaio | at Los Angeles Rams (4)  | S 17–20   | 2–1    | SoFi Stadium  | Recap   |

## Premi

### Premi settimanali e mensili
- ̈Mitch Wishnowsky

giocatore degli special team della NFC della settimana 2
giocatore degli special team della NFC del mese di settembre 
- Deebo Samuel

giocatore offensivo della NFC della settimana 8
giocatore offensivo della NFC della settimana 10
- Elijah Mitchell

running back della settimana 8
- George Kittle

giocatore offensivo della NFC della settimana 14
- Robbie Gould

giocatore degli special team della NFC della settimana 18